# Елехово (Ярославская область)
Елехово — деревня в Ермаковском сельском поселении Пошехонского района Ярославской области.

## География
Деревня расположена на севере региона, в восьми километрах от деревни Гаютино. К северу от деревни протекает безымянный ручей, к югу — ручей Каргач.

## История
До 1929 года Елехово входило в Хмелевскую (с 1921 года — Володарскую) волость Пошехонского уезда Ярославской губернии.
С 1941 года входит в Пошехоно-Володарский (с 1991 года — Пошехонский) район.

## Население
| 2007 | 2010 |
| ---- | ---- |
| 27   | ↘24  |

### Историческая численность населения
По состоянию на 1859 год в деревне было 14 домов и проживало 115 человек.

### Национальный и гендерный состав
Согласно результатам переписи 2002 года, в национальной структуре населения русские составляли 100 % из 36 чел., из них 14 мужчин, 22 женщины.
Согласно результатам переписи 2010 года население составляют 10 мужчин и 14 женщин.

## Инфраструктура
Магазинов нет. Несколько раз в неделю приезжает автолавка. Имеется таксофон.
В советское время с 1926 по 1972 год в деревне существовала начальная школа, рассчитанная на 60 учеников.
Почтовое отделение №152854, расположенное в селе Гаютино, на март 2022 года обслуживает в деревне 20 домов.

## Транспорт
Елехово расположено в восьми километрах к северу от деревни Гаютино, расположенной на асфальтированной дороге Р104 «Сергиев-Посад — Череповец». От Гаютино до Зинкино идёт грунтовая дорога, от Зинкино до Елехово — асфальтовая (построена в 2010-х годах). В самой деревне грунтовая дорога.